# CFXY-FM
105.3 The Fox (CFXY-FM) ist ein englischsprachiger, kanadischer Hörfunksender in Fredericton, New Brunswick, Kanada. Der Sender sendet ein Aktive Rock Format und wird von Bell Media betrieben. CFXY-FM wird mit einer Leistung von 78 kW betrieben. Die Sendemasten befinden sich an der Kreuzung Hamtown Corner, nordwestlich von Fredericton. 

## Geschichte
CFXY nahm den Sendebetrieb am 15. Juli 1983 auf. Damals operierte der Sender unter CKHJ-FM auf der Frequenz 93.1 MHz. 1992 erhielt der Sender die Genehmigung zur Umstellung der Sendefrequenz von 93.1 FM auf 105.3 FM.

## Programm
- Freddy Mac Show
- James Cormier
- Uncle Rob
- Crash